# 詹内罗·帕戈
詹内罗·帕戈（英語：Jannero Pargo，1979年10月22日—），生于伊利诺伊州芝加哥，美国职业篮球运动员，司职控球后卫。帕戈在加盟黄蜂队之前先后效力过洛杉矶湖人，多伦多猛龙，和芝加哥公牛。 在大学期间他就读于阿肯色大学。
帕戈以及时的三分射手而著称，在公牛队时在球队担任着重要的角色，在2005年NBA季候赛首轮面对华盛顿奇才队时，他在球队打平后5秒内出手3分命中，在一分钟的时间内为公牛队夺得10分，3分球3投3中，只是球队最后2分惜败在吉尔伯特·阿里纳斯的压哨跳头上。
2006赛季帕戈转会到新奥尔良黄蜂，在黄蜂队帕戈也屡次有单场10多分甚至20多分的上佳表现。
他的弟弟杰瑞米·帕戈（Jeremy Pargo）是冈再伽大学篮球队的后卫。